# 第2山地师 (德国国防军)
第2山地师（德语：2. Gebirgs Division）是二战中德国陆军的一个山地师，主要驻扎在东线最北端、靠近北极的地区。 该师成立于1938年，于1945年战争结束时解散。